# Prieuré de Yenston
 (octobre 2018).
Le prieuré de Yenston était un prieuré bénédictin situé à Henstridge, dans le Somerset, en Angleterre.
Il a été fondé par Hughes d'Avranches, 1er comte de Chester, mort vers 1100. Il était également connu sous les noms de Hugues Abrincus et Hugues Lupus. En 1158, l'abbaye fut confirmée par le pape Adrien IV.
Vers 1468, le prieuré fut attribué au collège d'Eton. Les bâtiments avaient été démolis avant 1450 et plus tard par Edward Seymour, 1er duc de Somerset. Après la dissolution des monastères, Sir Thomas Bell détint le territoire.
La pierre du prieuré a été utilisée pour construire la maison Monmouth dans le village et des traces de ses bâtiments subsistent dans les dépendances. Il existe également des marques de surface dans les champs environnants, mais elles ne proviennent peut-être pas du bâtiment lui-même, mais de l'excavation de la pierre.